# Lautaro Escalante
Lautaro Tomás Escalante (Florencio Varela, 2 luglio 1999) è un calciatore argentino, centrocampista del San Martín (SJ) in prestito dal Defensa y Justicia.

## Carriera
Cresciuto nel settore giovanile del Defensa y Justicia, debutta in prima squadra il 26 gennaio 2020 giocando gli ultimi dieci minuti dell'incontro di Primera División vinto 4-1 contro il Talleres (C).

## Statistiche

### Presenze e reti nei club
Statistiche aggiornate al 17 dicembre 2020.
| Stagione        | Squadra            | Campionato      | Campionato | Campionato | Coppe nazionali | Coppe nazionali | Coppe nazionali | Coppe continentali | Coppe continentali | Coppe continentali | Altre coppe | Altre coppe | Altre coppe | Totale | Totale |
| Stagione        | Squadra            | Comp            | Pres       | Reti       | Comp            | Pres            | Reti            | Comp               | Pres               | Reti               | Comp        | Pres        | Reti        | Pres   | Reti   |
| --------------- | ------------------ | --------------- | ---------- | ---------- | --------------- | --------------- | --------------- | ------------------ | ------------------ | ------------------ | ----------- | ----------- | ----------- | ------ | ------ |
| 2019-2020       | Defensa y Justicia | PD              | 1          | 0          | CA+CdL+CM       | 0+0+3           | 0               | CL+CS              | 0+3                | 0                  |             | -           | -           | 7      | 0      |
| Totale carriera | Totale carriera    | Totale carriera | 1          | 0          |                 | 3               | 0               |                    | 3                  | 0                  |             | -           | -           | 7      | 0      |

## Palmarès

### Club

#### Competizioni internazionali
- Coppa Sudamericana: 1

Defensa y Justicia: 2020
- Recopa Sudamericana: 1

Defensa y Justicia: 2021